# Fastelavn

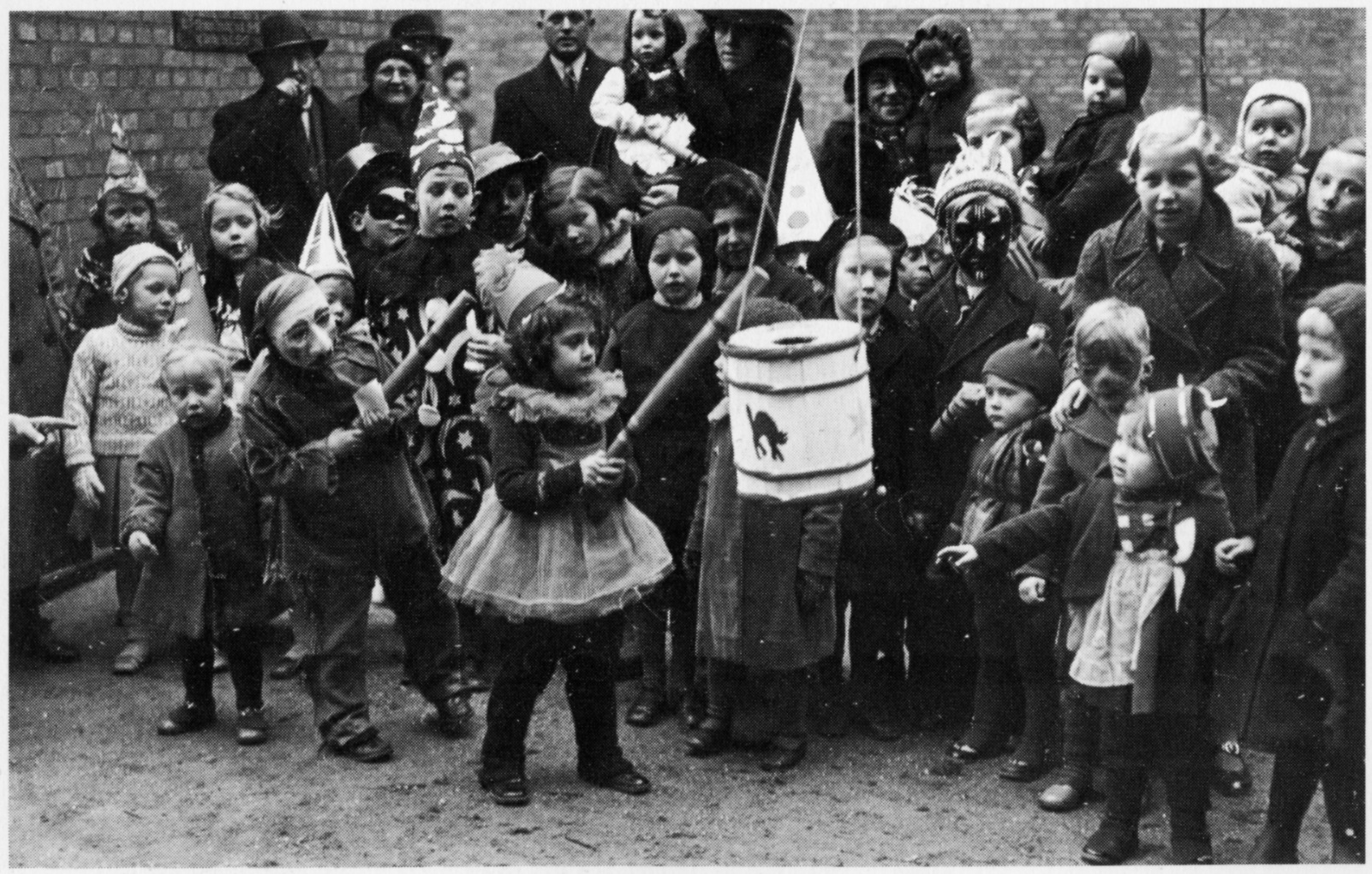
Copii îmbrăcați, implicați în „ slå katten af tønden ” (Danemarca 1937).

Fastelavn este o tradiție de carnaval în țările Nord-Europene și istoric luterane din Danemarca, Norvegia, Suedia, Letonia, Estonia, Islanda, Insulele Feroe, precum și Groenlanda.
Tradițiile din Fastelavn variază oarecum în funcție de țară și de regiune locală, deoarece unele tradiții s-au schimbat de-a lungul timpului. O temă comună a Fastelavnului în toate țările implică copii îmbrăcați în costume, mergând din ușă în ușă în timp ce cântă și strângând bunătăți pentru sărbătoarea Fastelavn, o formă de colindat. Astăzi, festivitățile de la Fastelavn sunt în general considerate să fie niște momente pentru distracția copiilor și jocurile de familie.
Fastelavn este sărbătorită cu șapte săptămâni înainte de Duminica Paștelui și, prin urmare, cade întotdeauna într-o duminică între 1 februarie și 7 martie.

## Etimologie și origini
Termenul Fastelavn provine din daneză veche fastelaghen, care a fost o împrumutare a Germaniei Mijlocioase vastel-avent, care înseamnă „seara de post”, sau o zi înainte de Postul Mare. Cuvântul este înrudit în limbi în mare parte germanice cu contact cu acesta, inclusiv Kölsch Fastelovend, Limburgish Vastelaovend, olandeză Vastenavond, scoțian Fastens-een, letonă Vastlāvji și estonă Vastlapäev .
Cuvântul înrudit Fastelovend este folosit pentru carnavalul din Germania, din Köln și din Bonn cu același sens. Fastelavn este legat de tradiția romano-catolică a carnavalului din zilele dinaintea Postului Mare, deși după ce Danemarca a devenit o națiune protestantă, festivalul a adoptat anumite caracteristici distinctive. Sărbătoarea are loc în săptămâna dinaintea sezonului penitențial creștin al Postului Mare, culminând în Marțea Gramei, cu o zi înainte de Miercurea Cenușii, prima zi a Postului Mare. Omologul suedez este Fastlagen, islandezul este Sprengidagur, iar în Finlanda se sărbătoresc Laskiainen⁠(d). În Estonia este sărbătorit ca Vastlapäev. În Islanda, Ísafjörður este singurul oraș care sărbătorește Fastelavn în aceeași zi cu celelalte țări nordice, luni, cunoscut local sub numele de Maskadagur (ziua măștii).

## Sărbători

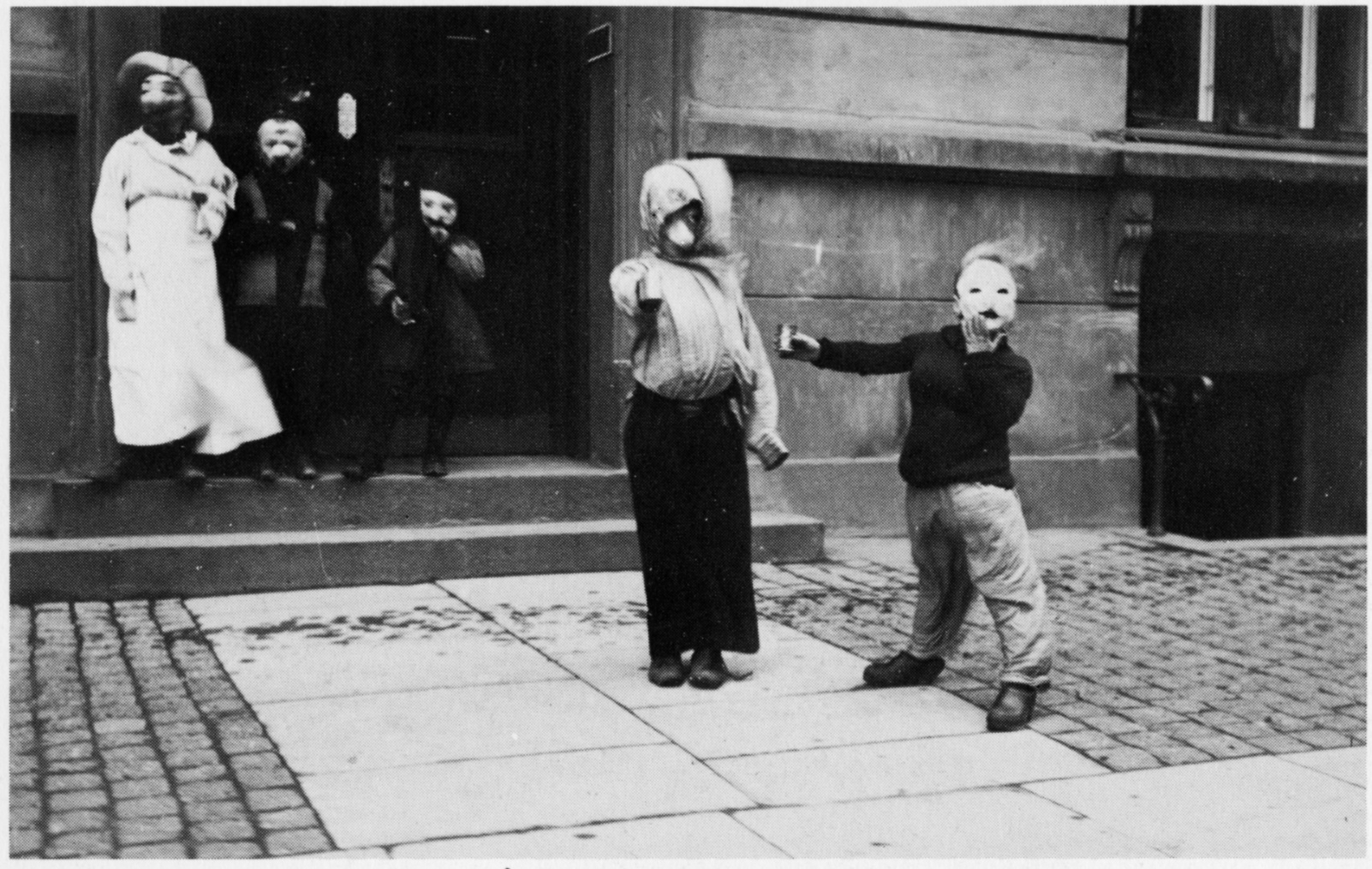
Copii costumați mergând din ușă în ușă. Danemarca anii 1930.

Ca și în tradițiile carnavalului din alte părți, îmbrăcarea în costume este o parte importantă a Fastelavnului în toate țările nordice luterane în care se celebrează această festivitate. În unele locuri, aceasta implică procesiuni mai mici, dar, spre deosebire de vremuri trecute, îmbrăcarea în costume este acum în principal o activitate doar pentru copii.
În Norvegia, studenții care au văzut sărbătorile la [[{{{2}}}|Paris]]⁠(fr)[traduceți] i-au prezentat Christianei procesiuni de carnaval, baluri mascate și baluri de carnaval în anii 1840 și 1850. Din 1863, federația de artiști kunstnerforeningen a organizat anual baluri de carnaval în vechea loja francmasorilor, care au inspirat compozițiile lui Johan Svendsen „Norsk Kunstnerkarneval” și „Karneval la Paris”. În anul următor, Svendsens Festpolonaise a fost scrisă pentru procesiunea de deschidere a balului de carnaval. Edvard Grieg a participat și el la Carnaval și a scris „aus dem Karneval” (folkelivsbilleder Op. 19). După ce Sala Rococo din Grand Hotel s-a deschis în 1894, balurile anuale în sezonul de carnaval au fost aranjate până când sala a fost distrusă într-un incendiu în 1957. Din 1988, organizația studențească Tårnseilerne⁠(d) a produs baluri mascate anuale în Oslo în loja istorică renovată a francmasonilor în tradiția carnavalului, cu măști, costume și procesiuni după ce au participat la un spectacol de operă. Sezonul de carnaval include și Fastelavens søndag (cu chifle cu cremă) și fastelavensris cu crengi decorate.

### Pisica într-un butoi
Evenimentele tradiționale includ slå katten af tønden („loviți pisica din butoi”), care este oarecum similar cu folosirea unei piñate⁠(d) . Are loc în urma slujbei bisericii de Shrove Sunday în parohiile Bisericii Evanghelice Luterane din Danemarca și, de asemenea, la sărbători non-religioase din piețele orașului etc. Această tradiție este celebrată și în Scania (Skåne) din sudul Suediei, o fostă zonă daneză. Pentru a juca acest joc, un butoi de lemn plin cu bomboane este înșirat într-un loc potrivit și apoi jocul începe: fiecare dintre participanți poate lovi butoiul cu o bâtă sau un băț. Uneori există și portocale în interiorul butoiului și are pictată imaginea unei pisici . După ce bomboanele se varsă, jocul continuă până când întregul butoi este sfărâmat în bucăți. Cel care dă jos fundul butoiului (făcând să se verse toate bomboanele) devine kattedronning ("regina pisicilor"); cel care dă jos ultima bucată de butoi devine kattekonge („regele pisicilor”). Aceeași tradiție este ținută în Insulele Feroe, dar butoiul este cel mai frecvent gol.
În Danemarca și Scania, tradiția butoaielor a fost practicată de secole, posibil introdusă de imigranții olandezi la Copenhaga în timpul domniei lui Christian II al Danemarcei la începutul anilor 1500. Din punct de vedere istoric, în butoi era o pisică adevărată, iar a bate butoiul și a urmări pisica a simbolizat demolarea răului și alungarea lui. A fost practicat până în anii 1800, ultimul eveniment cunoscut având loc în anii 1880. Pisica nu a fost omorâtă, ci a fost lăsată să scape atunci când butoiul a fost spart. Practica era populară și în Olanda și evenimente similare erau cunoscute din Germania, numite „Katzenschlagen”. Tradiția daneză este sărbătorită și astăzi, dar în locul unei pisici se folosesc bomboane.

### Cântece
Un cântec popular pentru copii în Danemarca este:
| Originalul în Daneză Fastelavn er mit navn, boller vil jeg have. Hvis jeg ingen boller får, så laver jeg ballade. Boller op, boller ned boller i min mave. Hvis jeg ingen boller får, så laver jeg ballade. | Traducere în română Numele meu este Shrovetide, chifle vreau. Dacă nu primesc chifle, atunci tărăboi eu fac. Chifle sus, chifle jos, chifle în stomacul meu. Dacă nu primesc chifle, atunci tărăboi eu fac. |  |

melodie Fastelavn

Cântecul este cântat cu diverse ocazii legate de Fastelavn, dar mai ales de copii costumați, mergând din ușă în ușă, ca o formă de coldindat . Chiar dacă melodia se referă la Fastelavnsboller, bomboane sau bani sunt de obicei oferite copiilor atunci când cântă.

### Prăjituri

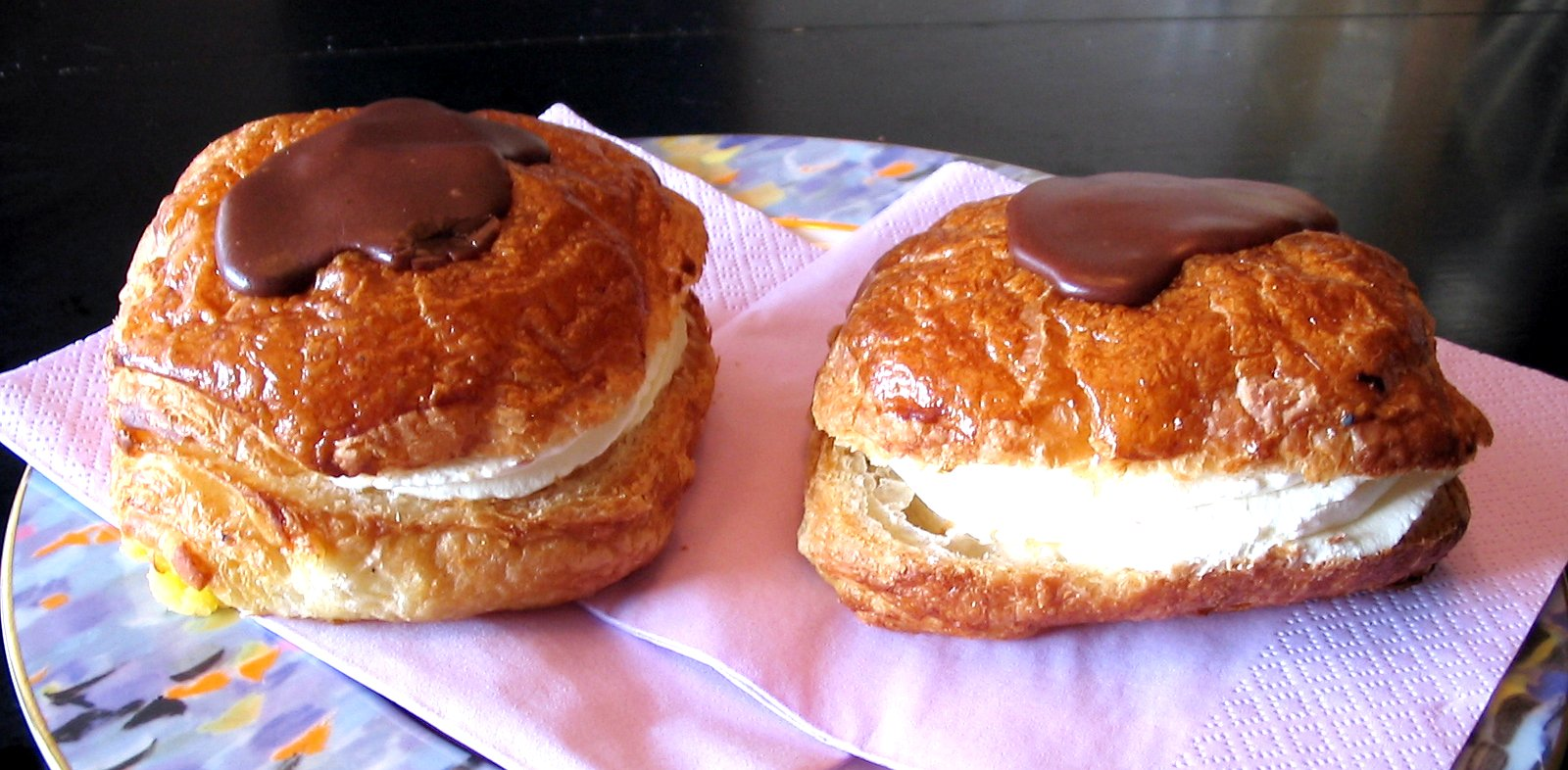
fastelavnsboller Danez

În Danemarca, Suedia și Norvegia, un produs de copt popular asociat cu Fastelavn este fastelavnsbolle, o chiflă dulce rotundă de diferite feluri acoperită de obicei cu glazură și uneori umpluta cu un amestec de frișcă sau cremă de patiserie. În majoritatea brutăriilor, acestea sunt scoase la vânzare pe parcursul întregii luni februarie. În suedeză se numesc „semlor”, „fastlagsbullar” sau (în dialectul sudic) „fastelansbollar”.
Chifle similare sunt consumate în alte țări Nord-Europene.
Se pare că există câteva tradiții locale mici, care sunt mai apropiate de tradițiile carnavalului din alte țări, inclusiv miercurea cenușii, paradele de carnaval, lăsatul secului de carne și mâncarea de mâncare specială după miercurea cenușii, dar nu sunt specifice culturii daneze.

### Tije de carnaval

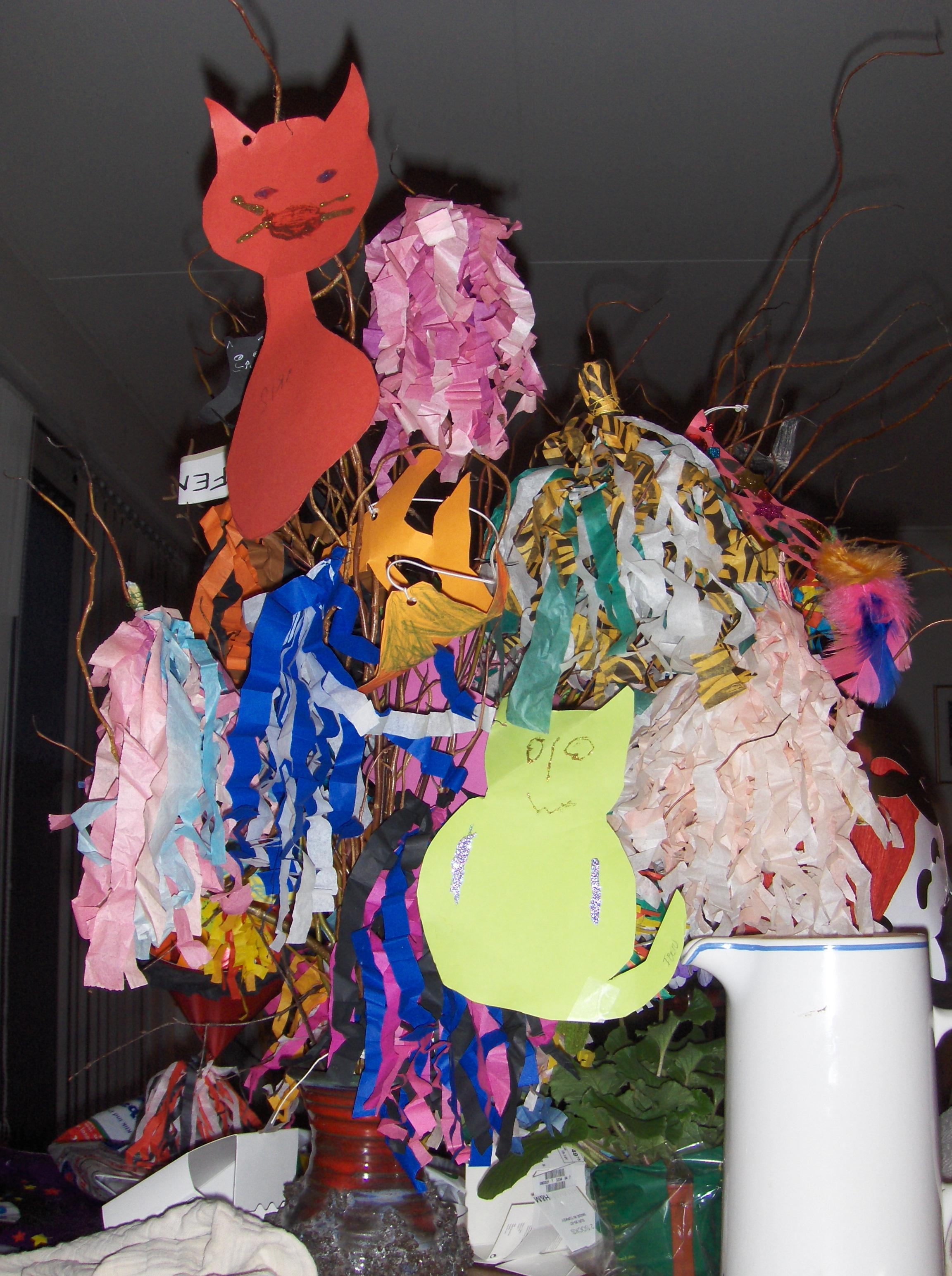
Fastelavnsris

Un alt obicei popular (în special în rândul copiilor) este toiagul Shrovetide (fastelavnsris), folosit de aceștia pentru a biciui în mod ritual părinții pentru a-i trezi în dimineața duminicii Fastelavns ( Quinquagesima ).
Fastelavnsris ("fastlagsris" în suedeză) au multe forme și diferă de la o zonă la alta. În unele zone sunt ciorchini de crenguțe, de obicei din pomi fructiferi și de preferință cu muguri. Acestea sunt adesea decorate cu pene, coji de ouă, berze și figurine de bebeluși. În alte zone, acestea sunt o ramură de salcie îndoită, în formă de ankh și înfășurată cu hârtie creponată, care are părți tăiate cu foarfece. Ambele soiuri pot fi decorate cu bomboane.
Obiceiul era cunoscut în secolul al XVIII-lea în Germania și are mai multe rădăcini. Acesta poate proveni dintr-un vechi ritual păgân de fertilitate, care a fost absorbit în creștinism. Cel mai grav este că după reformă, oamenii deosebit de evlavioși obișnuiau să-și biciuie ușor copiii în Vinerea Mare pentru a le aminti suferințele lui Hristos pe cruce. Un obicei asemănător este menționat în cartea „Frauenzimmerlexicon”, publicată în 1715 la Leipzig (Germania), care descrie modul în care burlacii și fecioarele „își dau buna dimineața” biciuindu-se și răspândindu-și cenușa una pe cealaltă. Acest obicei este cunoscut și în Danemarca și în Norvegia.
Mai devreme, în principal femeile tinere și cei infertili erau biciuiți. De asemenea, era obișnuit ca un tânăr să-și poarte „fastelavnsris-ul” și să lovească ușor tinerele pe care le-a întâlnit pe stradă. Mai târziu a devenit dreptul special al copiilor de a-și biciui părinții în această zi. În orice caz, recompensa acordată pentru biciuire ar fi o fastelavnsbolle.

### Servicii bisericești
În timpul <a href="https://en.wikipedia.org/wiki/Shrovetide" rel="mw:ExtLink" title="Shrovetide" class="cx-link" data-linkid="150">Shrovetide</a>, creștinii credincioși participă la Liturghie ; Duminica Quinquagesima, în parohiile Bisericii Evanghelice Luterane din Danemarca se ține o slujbă specială în familie, în care copiii se îmbracă în costum. Predica copiilor se concentrează pe „apariții și ce înseamnă să te ascunzi în spatele unei măști sau să fii deghizat”. După încheierea slujbei bisericii, congregații se bucură de chifle de Shrovetide (fastelavnsboller), în timp ce copiii sărbătoresc obiceiul de a bate butoiul (care simbolizează lupta împotriva răului) și apoi de a consuma dulciurile și fructele din el.

### Procesiuni

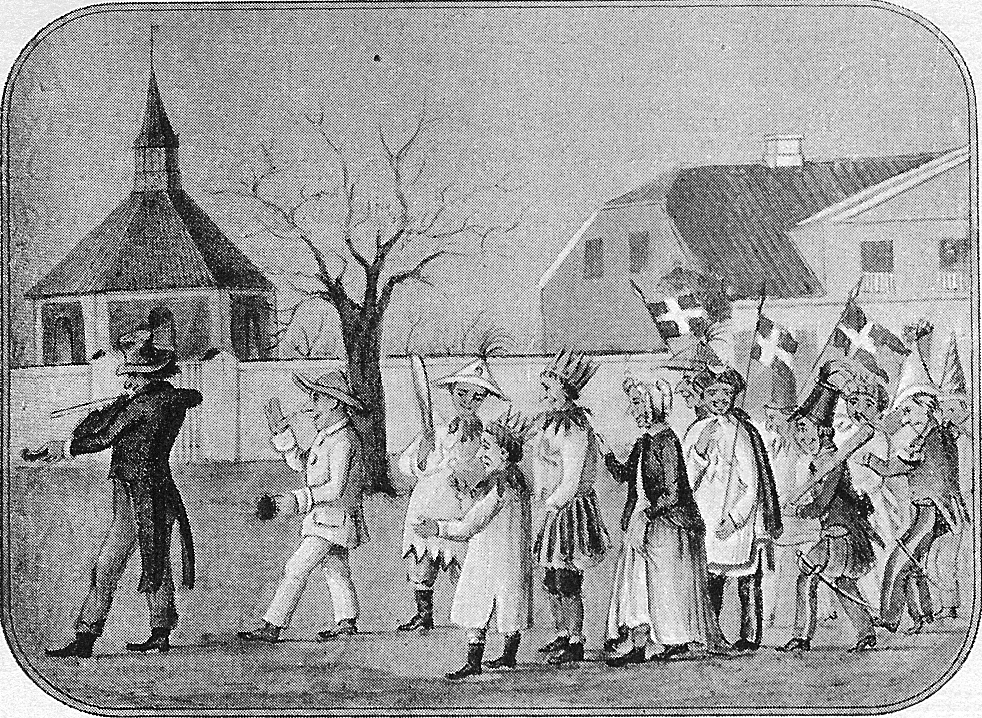
O procesiune Fastelavn (Danemarca, mijlocul anilor 1800).

Procesiunile Fastelavn nu mai sunt practicate la o scară notabilă, dar obișnuiesc să formeze o parte importantă a festivităților de secole în Danemarca. Adulții necăsătoriți s-au îmbrăcat în costume și au vizitat casele alese din oraș. Aici s-au tachinat, au dansat și au adunat mâncare și bani pentru sărbătoarea Fastelavn. Dacă persoanele căsătorite și bătrânii doreau să ia parte la festivități, puteau să se îmbrace și să viziteze prietenii pentru a tachina și a se distra. Aceste jocuri de costume nu au fost pe placul autorităților daneze și au fost scoase în afara legii de către acestea în 1683; Brorson⁠(d) a scris chiar și un cântec despre desființarea a ceea ce el a considerat obiceiuri problematice. Cu toate acestea, jocurile de costume au fost populare în rândul oamenilor de rând și au continuat să fie practicate totuși. Astăzi, grupuri de copii costumați merg din ușă în ușă pentru a cânta și a strânge bomboane și bani mici. În Shrove Sunday, parohiile Bisericii Evanghelice Luterane din Danemarca organizează slujbe speciale de familie în care copiii se îmbracă în costum.
În Danemarca, procesiunile speciale cu bărci erau practicate în comunitățile de coastă cel puțin de la începutul anilor 1700 și constau într-o barcă obișnuită de lemn cu roți împinse pe străzi însoțite de strigăte și muzică. Barca era împodobită, uneori cu figuri mitologice, iar când se oprea pe traseul său prin oraș, privitorii erau așteptați să hrănească o cutie de colectare în scop de caritate. Ultimele procesiuni cu barca s-au stins în anii 1970.